# Sztandar Narodu Kałmuckiego
Sztandar Narodu Kałmuckiego (kał. Хальмг Тангчин туг) - emigracyjna organizacja kałmucka w Czechosłowacji w okresie międzywojennym i podczas II wojny światowej
Organizacja powstała w poł. lat 20. w Pradze z inicjatywy emigrantów kałmuckich, którzy podczas wojny domowej w Rosji walczyli w szeregach wojsk Białych. Na jej czele stanął Szamba Balinow. Funkcję jego zastępcy pełnił książę Nikołaj Tundutow i dr Sandża Stiepanow. Wieloletnim sekretarzem generalnym był Sanża Bałykow i Piotr Dżewzinow. Oddziały organizacji istniały w miejscach osiedlania się Kałmuków, czyli m.in. w Monachium, Hanowerze, Mannheim czy Lienzu. Organizacja opowiadała się za monarchistyczną Rosją, w której Kałmucja posiadałaby autonomię religijną i kulturalną. W 1932 r. zorganizowano w Pradze światowy kongres kałmucki. Działacze organizacji po ataku wojsk niemieckich na ZSRR 22 czerwca 1941 r., poparli politykę III Rzeszy, wchodząc wiosną 1943 r. do nowo utworzonego Kałmuckiego Komitetu Narodowego z siedzibą w Berlinie. Ponadto latem 1943 r. znaleźli się w redakcji kałmuckiej organizacji propagandowej Vineta. Kierował nią P. Dżewzinow.